# Villa del Rosario (Córdova)
Villa del Rosario é um município da província de Córdova, na Argentina.